# Hyperia bowmani
Hyperia bowmani is een vlokreeftensoort uit de familie van de Hyperiidae. De wetenschappelijke naam van de soort is voor het eerst geldig gepubliceerd in 1976 door M. Vinogradov.